# دواة مصباح
دواة المصباح (جمع: دَوًى ودُوِيٌّ، ودِوِيُّ) أو مقبس المصباح هو جهاز يدعم ويتيح التوصيلات الكهربائية لقاعدة مصباح الإضاءة الكهربائي.  تسمح الدُّوِيّ باستبدال المصابيح استبدالًا آمن ومريحًا. للدوي العديد من المعايير المختلفة، بما في ذلك المعايير الفعلية المبكرة والمعايير اللاحقة التي أنشأتها منطمات المعايير المختلفة. تتوافق العديد من المعايير اللاحقة مع نظام ترميز عام يُحدد فيه نوع المقبس بحرف أو اختصار متبوعًا برقم.
أشهر أنواع دوي المصباح هما:
- الدُّوَاة السنانية (بالإنكليزية: Bayonet socket)[1] يُقال لها بالعامية: برم.
- الدُّوَاة الملولبة (بالإنكليزية: Screw socket)[1] يُقال لها بالعامية: كبس.

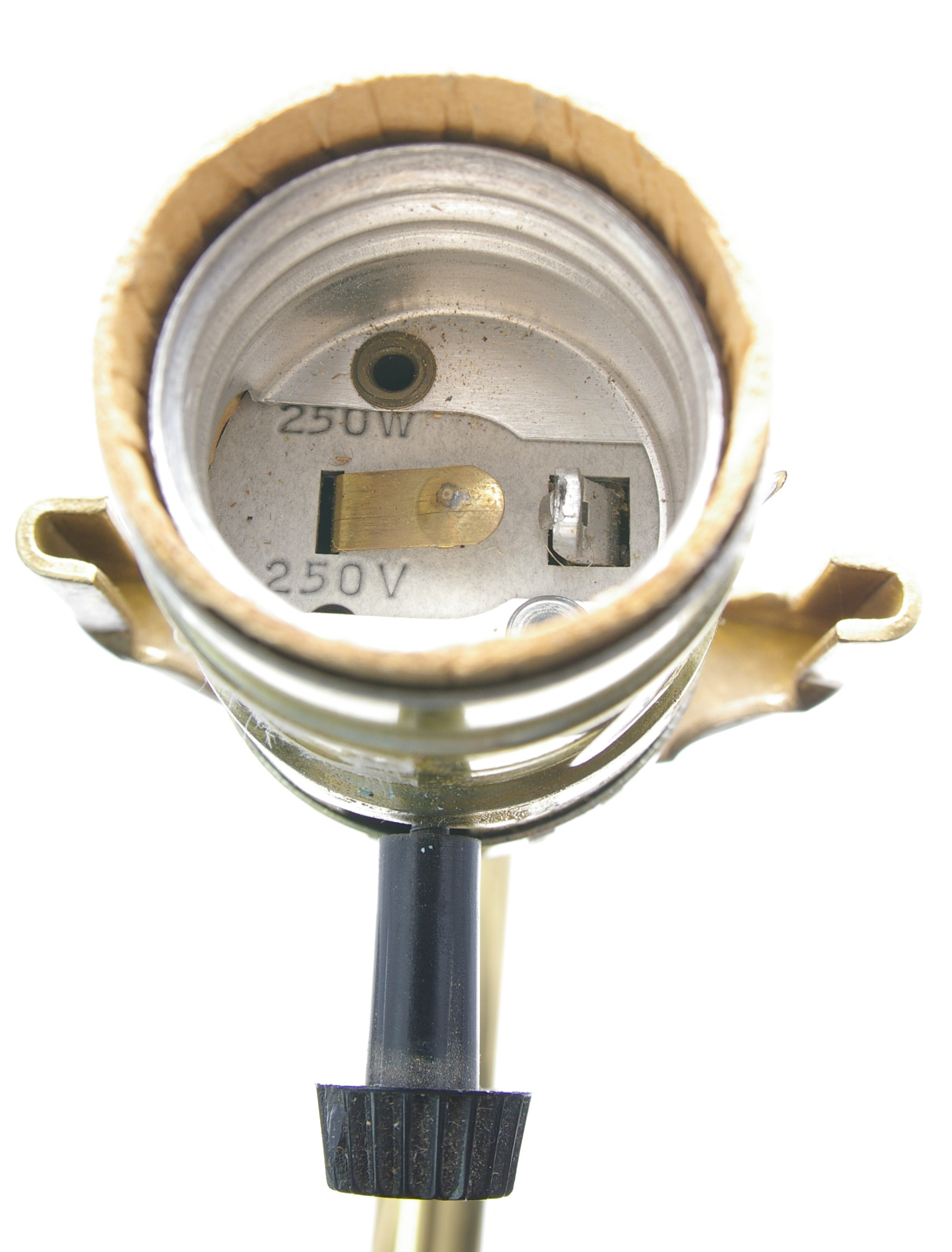
دواة مصباح سنانية

دواة سنانية (كبس)